# Nikolai Ivanov (remer)
Nikolai Ivanov (rus: Николай Петрович Иванов)  (Sant Petersburg, 20 d'agost de 1949 - Sant Petersburg, 8 de juny de 2012) fou un remer rus que va competir sota bandera de la Unió Soviètica durant les dècades de 1960 i 1970.
El 1972 va prendre part en els Jocs Olímpics d'Estiu de Múnic, on fou cinquè en la prova del dos amb timoner del programa de rem. Quatre anys més tard, als Jocs de Mont-real, guanyà la medalla d'or en la prova del quatre amb timoner. Formà equip amb Vladímir Ieixinov, Mikhail Kuznetsov, Alexandr Klepikov i Alexandr Lukianov.
En el seu palmarès també destaquen tres medalles al Campionat del Món de rem, d'or el 1974 i 1975 i de bronze el 1970. Al Campionat d'Europa de rem guanyà dues medalles, d'or al de 1973 i de bronze al de 1971. Entre 1970 i 1975 guanyà sis campionats nacionals.